# سوبومی (بازیگر پورنوگرافی)
سوبومی (انگلیسی: Tsubomi؛ زاده ۲۵ دسامبر ۱۹۸۷) یک بازیگر پورنوگرافی اهل ژاپن است.